# Ivanaŭski Rajon
Ivanaŭski Rajon (vitryska: Іванаўскі Раён, ryska: Ивановский район) är ett distrikt i Belarus.   Det ligger i voblasten Brests voblast, i den sydvästra delen av landet, 240 km sydväst om huvudstaden Minsk.